# 貝倫 (卡塔馬卡省)
27°39′S 67°2′W / 27.650°S 67.033°W

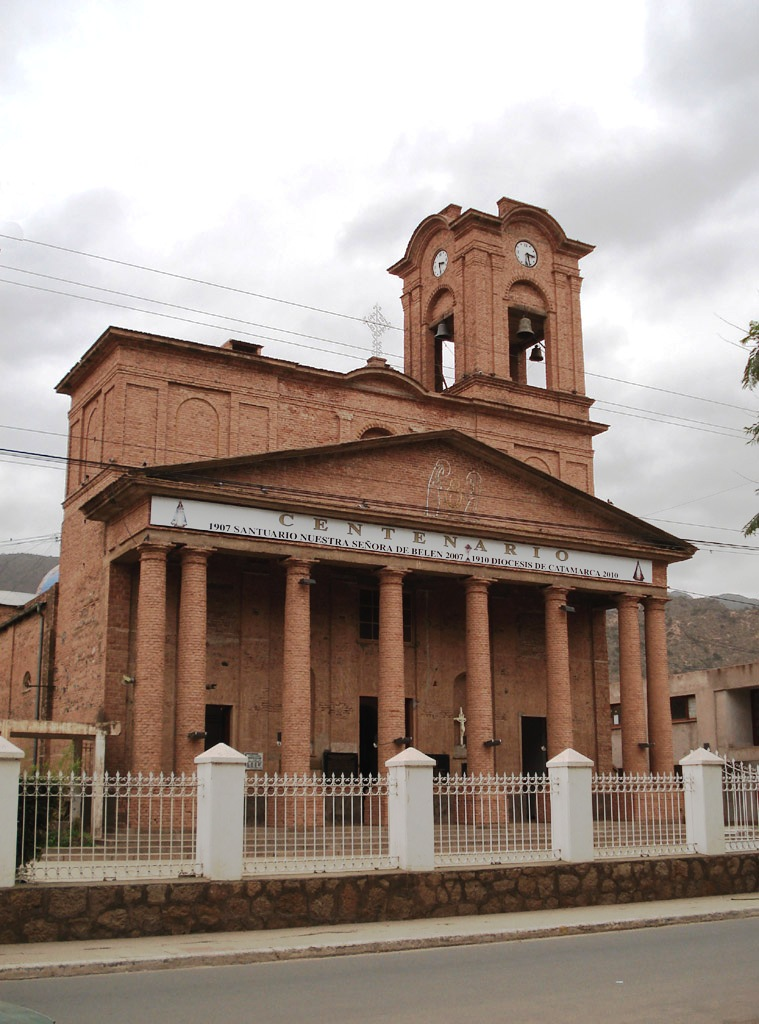
貝倫

貝倫（西班牙語：Belén），是阿根廷的城鎮，位於該國東北部卡塔馬卡省，是貝倫的首府，始建於1681年12月20日，海拔高度1,255米，該地區的地震活動頻繁和低強度，2010年人口12,256。